# Fiat 28-40 HP
La FIAT 28/40 HP est un châssis automobile lancé en 1907 utilisé sous forme de voiture de tourisme, voiture de course, camionnette et de petit autobus, par le constructeur italien FIAT. Ce sera une des premières voitures de course mais également le troisième camion lancé par la marque FIAT V.I..
En 1907, FIAT lance la voiture de tourisme 28/40 HP mais, vu les caractéristiques de son très robuste châssis, le constructeur développe une version longue destinée à une version utilitaire pour servir de base à une camionnette et au premier petit autobus de la marque qui pouvait accueillir 14 passagers assis. Toujours à la pointe de la technique, le constructeur italien équipe ce modèle au prix modéré, d'un système de démarrage à magnéto haute tension, une première mondiale. FIAT livrait, comme le voulait la coutume de l'époque, des châssis motorisés aux carrossiers spécialisés qui réalisaient l'aménagement et l'équipement souhaité par le client.
En complément de sa gamme de voitures haut et très haut de gamme, FIAT a ressenti la demande de voitures de classe moyenne. Conçue pour répondre à tout type de demande elle sera proposée avec 3 empattements :
- normal de 2 900 mm,
- long de 3 200 mm,
- extra long de 3 400 mm.

Ce véhicule a connu un beau succès auprès des premières entreprises de transport public qui pouvaient ainsi remplacer les chevaux.

## Histoire
Durant 1901 et à l'exposition de Milan, la toute récente société F.I.A.T. - Fabbrica Italiana Automobili Torino, expose deux omnibus et une singulière petite remorque pour sapeurs-pompiers. Ces premiers véhicules conduiront au lancement, deux ans plus tard, du premier vrai camion FIAT : le 24 HP de 6 tonnes de poids total.
En 1907, la production des véhicules utilitaires se poursuit avec le 28/40 HP, qui tire son nom de la puissance de son propulseur, mesurée en chevaux vapeur (Horse Power en anglais). Ses dimensions sont voisines de celles de son aîné, le 24 HP. Les clients ont maintenant compris tous les avantages de pouvoir transporter des charges lourdes sur ce type de véhicule. Fiat a gagné son pari de remplacer le transport à traction animale par une traction motorisée autonome avec des vitesses intéressantes. Le Fiat 28/40 HP est, comme ses prédécesseurs, équipé d'un plancher en bois séché pouvant transporter jusqu'à 4 000 kg pour un poids total de 6,5 tonnes.
Ce camion remporte un beau succès et sera produit en de nombreux exemplaires.
Un transporteur britannique viendra en Italie acheter un châssis et le fera transporter en Angleterre où un carrossier lui greffera une structure d'autobus à impériale. Il fera sensation dans les rues de Londres en 1908.

## Caractéristiques techniques
Le châssis FIAT 28/40 HP est équipé d’un moteur FIAT bibloc 4 cylindres (deux groupes de 2) d'une cylindrée totale de 7 363 cm3 développant 40 cv. Le châssis est doté de deux gros phares à acétylène. La version camion, d’un poids à vide de 2,5 tonnes pour un poids total de 6,5 tonnes et d’une longueur de 6,07 m, avait deux particularités :
- une boîte de vitesses à 4 rapports avant et une marche arrière, fixée au centre du châssis, sous le plateau, reliée au moteur par un arbre de transmission,
- un moteur placé tout à l’avant, en porte-à-faux sous le poste de conduite.

À l'époque, l'arbre de transmission et le moteur en porte-à-faux sont révolutionnaires et aucun constructeur n'utilise cette configuration. Sur ce châssis de base, différents types de carrosseries ont été construits, allant du simple plateau jusqu'à la version autobus ou même ambulance.
Les véhicules de l'époque disposaient de transmissions par chaînes pourtant FIAT V.I. avait déjà trouvé une application à l’invention en 1545 du mathématicien milanais Gerolamao Cardano, qui a décrit l'articulation portant son nom « cardan », l'utilisation du joint « homocinétique » permettra à FIAT d'abandonner complètement les transmissions par chaines dès 1910.

## Succession
En 1908, FIAT remplace la voiture 28/40 HP par la FIAT 35/45 HP et, en 1911, le camion 28/40 HP par le FIAT 15. C'est une nouvelle génération de camions qui vient remplacer la gamme de modèles précédents. Les châssis sont également utilisés pour réaliser des autobus afin de satisfaire aux appels d’offres des grandes compagnies de transport public internationales.
Le succès est rapide et en 1908 une centaine de véhicules sont produits dans l’usine turinoise de Corso Dante.

## FIAT 28/40 HP Corsa

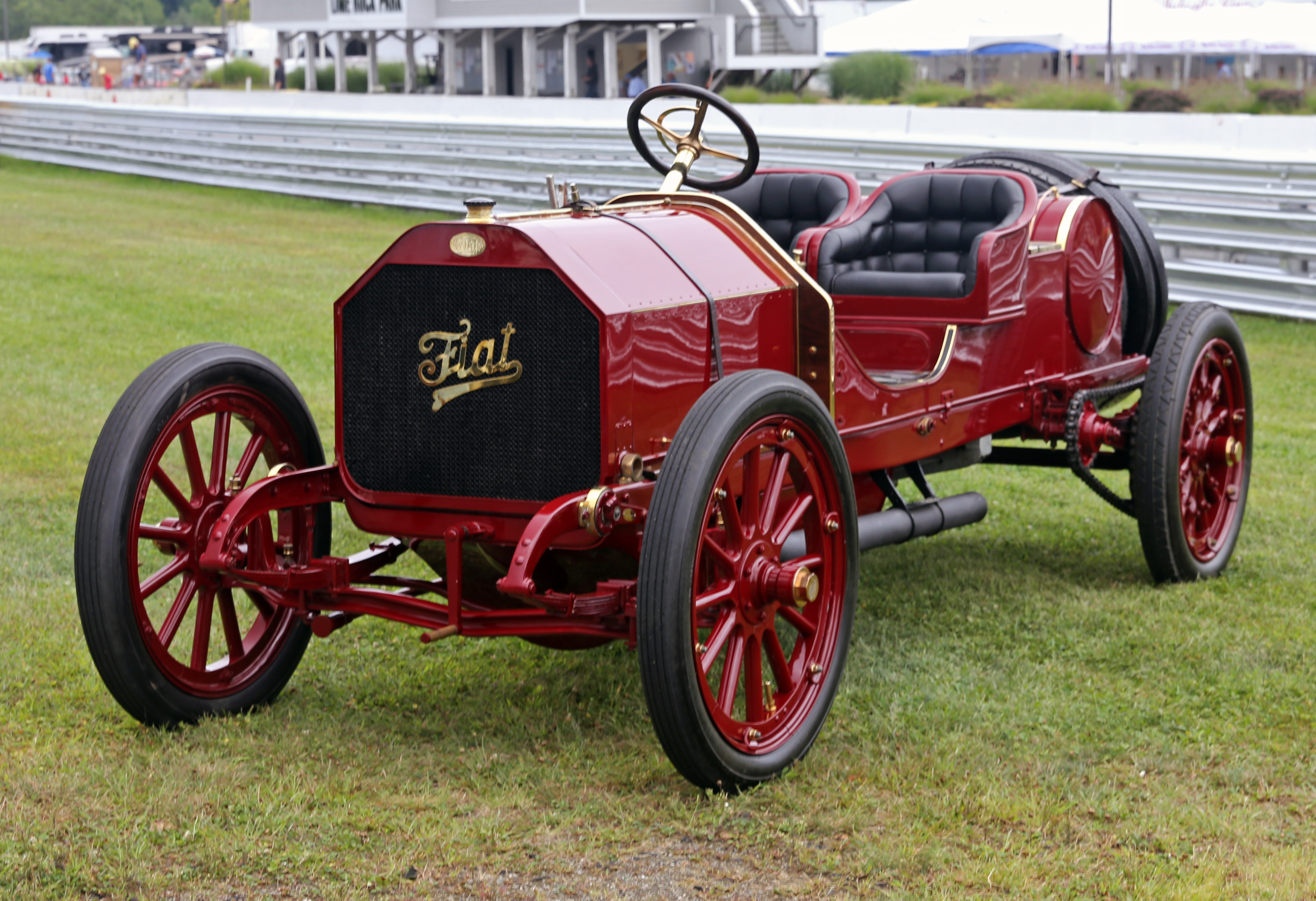
FIAT 28/40 HP Targa Florio Corsa qui a remporté la Coppa Florio de 1907

Pour participer à la fameuse course Coppa Florio de 1907, où pas moins de 46 voitures étaient engagées, FIAT a développé une version de la 20/40 HP baptisée 28/40 HP qui s'est classée aux 2 premières places avec, à leur volant, Felice Nazzaro et Vincenzo Lancia. La FIAT 28-40 HP était équipée d'un moteur FIAT développant 60 cv et atteignait à une vitesse de plus de 100 Km/h.

## Caractéristiques techniques
| Modèle        | Type                                | Années de production | Type moteur         | Cylindrée         | Puissance            | PTC    |
| ------------- | ----------------------------------- | -------------------- | ------------------- | ----------------- | -------------------- | ------ |
| FIAT 28/40 HP | Châssis                             | 1907 - 1910          | FIAT 28 HP 1907     | 7 363 cm3 essence | 40 ch à 1 200 tr/min | 1,5 t  |
| FIAT 15       | Camion, Châssis,                    | 1909 - 1910          | FIAT Brevetti 15/20 | 3 053 cm3 essence | 16 ch à 1 400 tr/min | 2,18 t |
| FIAT 15 Bis   | Camion, Châssis, Autobus, Ambulance | 1911 - 1913          | FIAT Brevetti 15/20 | 3 053 cm3 essence | 20 ch à 1 400 tr/min | 3,05 t |
| FIAT 15 Ter   | Camion, Châssis, Autobus, Ambulance | 1913 - 1922          | FIAT 53A            | 4 398 cm3 essence | 40 ch à 1 800 tr/min | 3,95 t |
| FIAT 18       | Châssis,                            | 1911 - 1913          | FIAT 64             | 5 130 cm3 essence | 35 ch à 1 200 tr/min | 5,75 t |
| FIAT 18A      | Châssis, Autobus                    | 1913 - 1915          | FIAT 64A            | 4 874 cm3 essence | 30 ch à 1 200 tr/min | 6,7 t  |
| FIAT 18M      | Châssis, Autobus                    | 1913 - 1914          | FIAT 64             | 5 130 cm3 essence | 35 ch à 1 200 tr/min | 6,7 t  |
| FIAT 18BL     | Châssis, Autobus                    | 1914 - 1921          | FIAT 64CA           | 5 654 cm3 essence | 38 ch à 1 300 tr/min | 7,32 t |